# 宮成さく
宮成 さく（みやなり さく、1997年4月16日 - ）は、競技麻雀のプロ雀士。富山県出身。
日本プロ麻雀連盟北陸支部所属。団体内の段位は初段。

## 人物
小学5年生の頃、父親が購入した全自動麻雀卓がきっかけで麻雀を始める。人との話題を作りたい、女性と麻雀を打ちたいという思いから麻雀プロに興味をもっていたところ、日本プロ麻雀連盟北陸支部所属の荒谷誠に声を掛けられ日本プロ麻雀連盟入会を決意した。
プロ入り初年度の2022年、第4期桜蕾戦に出場し優勝。2024年に開催された第7期桜蕾戦でも優勝を果たし、桜蕾戦史上初の二度目の戴冠を達成。

## 獲得タイトル
- 桜蕾戦（第4期・第7期）